# Itomaro Fukagawa
 (novembre 2024).
Si vous disposez d'ouvrages ou d'articles de référence ou si vous connaissez des sites web de qualité traitant du thème abordé ici, merci de compléter l'article en donnant les références utiles à sa vérifiabilité et en les liant à la section « Notes et références ».
Itomaro Fukagawa est le secrétaire et l'un des propriétaires du studio photographique A. Farsari & Co. basé à Yokohama au Japon. Après le départ de Tokutarō Watanabe en 1904, Fukagawa devint le nouveau propriétaire de la société. 